# Tauno Honkanen
Tauno Immanuel Honkanen (ur. 9 października 1927 w Kittilä, zm. 27 marca 2023 w Rovaniemi) – fiński biathlonista i żołnierz.
W 1948 wystąpił na igrzyskach olimpijskich w Sankt Moritz, wspólnie z Mikko Meriläinenem, Vilho Ylönenem i Eero Naapurim zajmując drugie miejsce w zawodach pokazowych w patrolu wojskowym. Był to jego jedyny start olimpijski. W wojsku miał stopień szeregowego (fiń. sotamies).